# ۵۶۵ (قمری)
۵۶۵ (قمری)، پانصد و شصت و پنجمین سال در گاهشماری هجری قمری است. اول محرم این سال برابر با دوم اکتبر سال ۱۱۶۹ میلادی است.